# Truppenstärke
Unter der Truppenstärke (auch: Mannstärke) wird im Militärwesen die Personalstärke der aktiven Soldaten einer militärischen Einheit, eines Truppenteils, einer Teilstreitkraft oder einer Streitkraft in einem Staat zu einem bestimmten Zeitpunkt verstanden.

## Allgemeines
Aktive Soldaten sind lediglich die bei der Zählung tatsächlich Wehrdienst Leistenden, dagegen gehören die Reservisten nicht dazu. Wehrpflichtarmeen können ihre Truppenstärke durch gesetzlichen Zwang erhöhen, indem sie Wehrpflichtige zum Militärdienst einberufen. Bei Berufsarmeen ist dagegen die Truppenstärke von der Freiwilligkeit der Bewerber abhängig.
Die Truppenstärke ist eine Kennzahl, die international verglichen wird. Sie ist Bestandteil der quantitativen Kampfkraft von Armeen. Die absolute Truppenstärke ist wenig aussagekräftig, sie muss vielmehr im Zusammenhang mit der Bevölkerung gesehen werden. Die Kennzahl gibt an, wie viele Einwohner auf einen Soldaten entfallen oder wie hoch der prozentuale Anteil der Soldaten an der Gesamtbevölkerung ist.
Die Truppenstärke und damit auch die Kampfkraft ändern sich während eines Krieges, weil gefallene, in Kriegsgefangenschaft geratene oder fahnenflüchtige Soldaten die Truppenstärke dezimieren und weitere Mobilmachungen zur Verstärkung beitragen. Gleiches gilt für die quantitative Kampfkraft, wenn Kriegswaffen zerstört oder vom Gegner in Besitz genommen werden.

## Geschichte
In der Bibel gibt es zahlreiche Angaben über Truppenstärken. So berichtet das 4. Buch Mose () über die Truppenstärken unter dem Banner von Juda nach dem Auszug aus Ägypten unter Führung von Nachschon (Truppenstärke 74.600 Mann; 1,7,28), unter Führung von Issachar (54.400 Mann; 1,7,29) und unter Sebulon (57.400 Mann; 1,7,31).
Ausschlaggebend für den Ausgang von historisch bedeutsamen Schlachten und Kriegen war häufig die Truppenstärke der sich gegenüberstehenden Kriegsparteien. Die Schlacht bei Issos („Alexanderschlacht“) brachte im November 333 vor Christus etwa 30.000 Soldaten unter Alexander dem Großen und möglicherweise genau so viele Soldaten des Dareios III. gegeneinander, Alexander siegte. In der Schlacht von Cannae standen sich im August 216 v. Chr. die römische Legion unter Lucius Aemilius Paullus mit 80.000 Mann und Hannibal mit vielleicht 55.000 Mann (darunter 10.000 Reiter, der Rest Infanterie) gegenüber. Für die Jahre 214 bis 212 v. Chr. besaß das römische Heer eine Stärke zwischen 225.000 und 250.000 Mann, zwischen 200 und 168 v. Chr. lag sie bei 100.000–150.000 Soldaten. Trotz der römischen Überlegenheit wurde die Schlacht zum Desaster. Spätestens 59 v. Chr. stellte Gaius Julius Caesar die Legio VIII Augusta auf. Beim Tod von Kaiser Augustus (14 nach Christus) besaß das römische Heer eine Stärke von 125.000 Mann, hinzu kamen nochmal so viele Hilfstruppen (lateinisch auxilia).
Der mittelalterliche Indiculus loricatorum aus 981 verzeichnete die Truppenstärke, die dem in Italien gegen die Sarazenen unter der Führung des Emirs Abu al-Qasim kämpfenden Kaiser Otto II. zugeführt werden musste. Es handelte sich um 2.090 gepanzerte Reiter, darunter je 100 aus dem Erzbistum Köln und dem Erzbistum Mainz. Jedoch ging die Schlacht am Kap Colonna im Juli 982 verloren.
In der Schlacht von Doryläum im Juli 1097 standen sich maximal 30.000 Ritter des ersten Kreuzzuges und höchstens 8.000 Rum-Seldschuken gegenüber, letztere unterlagen.
Weitere bedeutende Schlachten des Mittelalters und der aufgebotenen Truppenstärke zeigt folgende Tabelle:
| Schlacht                 | Zeitraum    | Schlachtfeld           | beteiligte Soldaten |
| ------------------------ | ----------- | ---------------------- | ------------------- |
| Schlacht bei Bouvines    | Juli 1214   | Frankreich             | etwa 17000          |
| Schlacht von Worringen   | Juni 1288   | Deutschland            | etwa 9000           |
| Sporenschlacht           | Juli 1302   | Belgien                | etwa 17000          |
| Schlacht von Bannockburn | Juni 1314   | Vereinigtes Königreich | maximal 35000       |
| Schlacht bei Tannenberg  | Juli 1410   | Polen                  | maximal 66000       |
| Schlacht bei Guinegate   | August 1513 | Vereinigtes Königreich | etwa 37000          |

Eine der größten militärischen Auseinandersetzungen bis zur Gründerzeit war im Oktober 1813 die Völkerschlacht bei Leipzig, die von der Koalition aus Russland, Preußen, Österreich und Schweden sowie kleinerer Fürstentümern gegen Frankreich und seine Verbündeten unter Napoleon Bonaparte gewonnen wurde. Mit bis zu 600.000 Teilnehmern aus über einem Dutzend Ländern war dieser Kampf bis zum Beginn des 20. Jahrhunderts wahrscheinlich die größte Schlacht der Weltgeschichte.
Im Ersten Weltkrieg kam die Triple Entente auf 42,188 Millionen Soldaten, die gegnerischen Mittelmächte auf 22,85 Millionen. Im Zweiten Weltkrieg standen sich folgende Armeen gegenüber, Angabe in Tausend Soldaten:
| Jahr | Vereinigtes Königreich | Frankreich | Russland | Vereinigte Staaten | Deutschland | Italien | Japan |
| ---- | ---------------------- | ---------- | -------- | ------------------ | ----------- | ------- | ----- |
| 1939 | 480                    | 5000       |          |                    | 4522        | 1740    |       |
| 1940 | 2273                   | 7000       | 5000     |                    | 5762        | 2340    | 1630  |
| 1941 | 3383                   |            | 7100     | 1620               | 7309        | 3227    | 2420  |
| 1942 | 4091                   |            | 11340    | 3970               | 8410        | 3810    | 2840  |
| 1943 | 4761                   |            | 11858    | 9020               | 9480        | 3815    | 3700  |
| 1944 | 4967                   |            | 12225    | 11410              | 9420        |         | 5380  |
| 1945 | 5090                   |            | 12100    | 11430              | 7830        |         | 7730  |

Die Truppenstärke der französischen Streitkräfte wurde nur bis 1940 veröffentlicht.

## Bundeswehr
Die Truppenstärke der Bundeswehr in Deutschland ist nach der Maximalzahl durch den Zwei-plus-Vier-Vertrag (Artikel 3 Absatz 2), welcher am 12. September 1990 unterzeichnet wurde, auf eine maximale Stärke von 370.000 Mann (davon maximal 345.000 Soldaten der Land- und Luftstreitkräfte) begrenzt. Betrachtet man dies als Sollstärke, dann erfüllte sie die Iststärke von gut 180.000 Mann Ende Juli 2024 nur noch zu knapp 49 %. Sie entwickelte sich wie folgt:
| Jahr | Soldaten |
| ---- | -------- |
| 1960 | 258.080  |
| 1970 | 468.484  |
| 1980 | 490.243  |
| 1990 | 458.752  |
| 1995 | 344.690  |
| 2000 | 318.713  |
| 2005 | 251.722  |
| 2010 | 245.823  |
| 2015 | 179.633  |
| 2020 | 183.969  |
| 2022 | 183.116  |
| 2023 | 180.770  |
| 2024 | 180.766  |

Den Höchststand erreichte die Truppenstärke 1987 mit 495.649 Soldaten, danach sank die Zahl weitgehend kontinuierlich, außer zu Beginn der 2010er-Jahre. Sie belief sich Ende Juli 2024 auf 180.766 Soldaten.

## International
International besitzen folgende Staaten die größten Armeen:
Wichtige Armeen weltweit
| Staat               | Soldaten | Anteil an Bevölkerung in % |
| ------------------- | -------- | -------------------------- |
| Volksrepublik China | 2000000  | 0,14                       |
| Indien              | 1450000  | 0,11                       |
| Vereinigte Staaten  | 1390000  | 0,43                       |
| Nordkorea           | 1200000  | 4,71                       |
| Russland            | 850000   | 0,59                       |
| Pakistan            | 640000   | 0,31                       |
| Iran                | 575000   | 0,71                       |
| Südkorea            | 555000   | 1,08                       |
| Vietnam             | 470000   | 0,50                       |
| Ägypten             | 450000   | 0,48                       |

Meist verfügen bevölkerungsreiche Flächenstaaten über die größten Armeen. Dieser Grundsatz wird lediglich von Nord- und Südkorea und Iran durchbrochen, die überproportional besetzte Armeen besitzen. Legt man als Maßstab die Gesamtbevölkerung an, so sind die Armeen dieser Staaten vergleichsweise zu groß.
Österreich und Schweiz
| Staat      | Soldaten | Anteil an Bevölkerung in % |
| ---------- | -------- | -------------------------- |
| Österreich | 055000   | 0,63                       |
| Schweiz    | 147510   | 1,74                       |

Der Anteil der Schweizer Armee an der Gesamtbevölkerung ist mit 1,74 % mehr als doppelt so hoch wie beim Bundesheer, bei der Bundeswehr liegt der Anteil mit 0,22 % im internationalen Vergleich sehr niedrig.